# 刘忠德
刘忠德（1933年5月—2012年5月25日），吉林省辑安县（今集安市）人。
曾任国家教委副主任（1985年6月至1988年5月）、国务院副秘书长（1988年5月至1990年7月）、中共中央宣传部副部长（1990年6月至1998年），文化部副部长（1992年10月至1993年3月）、文化部代部长（1992年12月至1993年3月）、部长（1993年3月至1998年3月），第九届、第十届全国政协常委（1998年3月至2008年3月）。中共第十四屆中央委員。

## 生平
1933年5月5日生於通化省辑安县。 1946年．从集安到通化中学读书；1947年，随父亲到辽北参加革命工作。1948年秋，参加新民主义青年团，并调学到牡丹江航空学校学习飞行。1949年春，入东北实验学校高九班学习。1953年考入哈尔滨工业大学学习（六年制），1956年被抽调半脱产(半天学习半天工作)。1958年加入中国共产党。1959年毕业留校任教。1962年调南京工学院（现东南大学），先后任土木系教研室党支部书记、南京工学院教务处处长。
文革后任南京工学院党委副书记、书记。
1985年任国家教育委员会副主任兼秘书长。1988年出任国务院副秘书长。1990年出任中共中央宣传部副部长。1992年11月被任命为文化部党组书记、代部长，此后曾因港台歌星在内地出场费过高而表态“凡中央媒体、省市媒体都不应该登港台歌星的演唱会和低俗的选美活动广告”，但事后表示“一方面不能让港台歌星全部占领我们的舞台，但也要保持和港台的正常文化交流”。1993年3月任文化部部长。
1998年3月改任全国政协常务委员会委员兼教科文卫体委员会主委，至2008年3月。2006年4月，刘忠德曾三次对当时风头正劲的选秀节目《超级女声》展开批评，导致舆论哗然。
2012年5月25日9时10分在北京逝世，享年79岁。